# Porites lobata
San hô khối đầu thùy (Porites lobata) là một loài san hô trong họ San hô khối (Poritidae). Loài này được Dana mô tả khoa học năm 1846.
Loài này có ở vùng biển Việt Nam.

## Hình ảnh

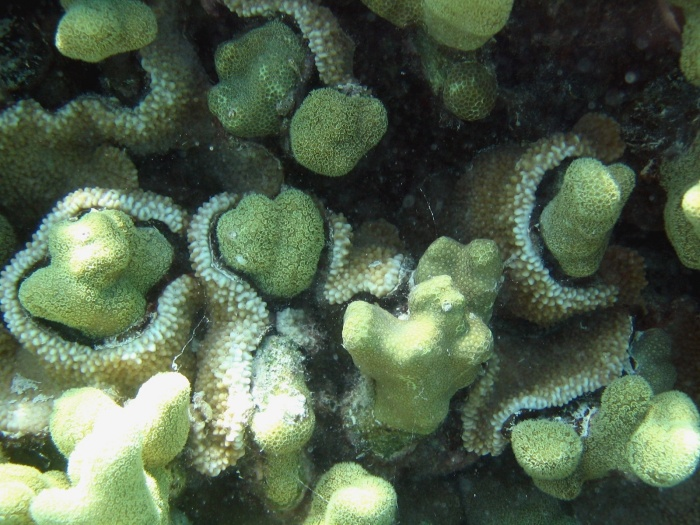
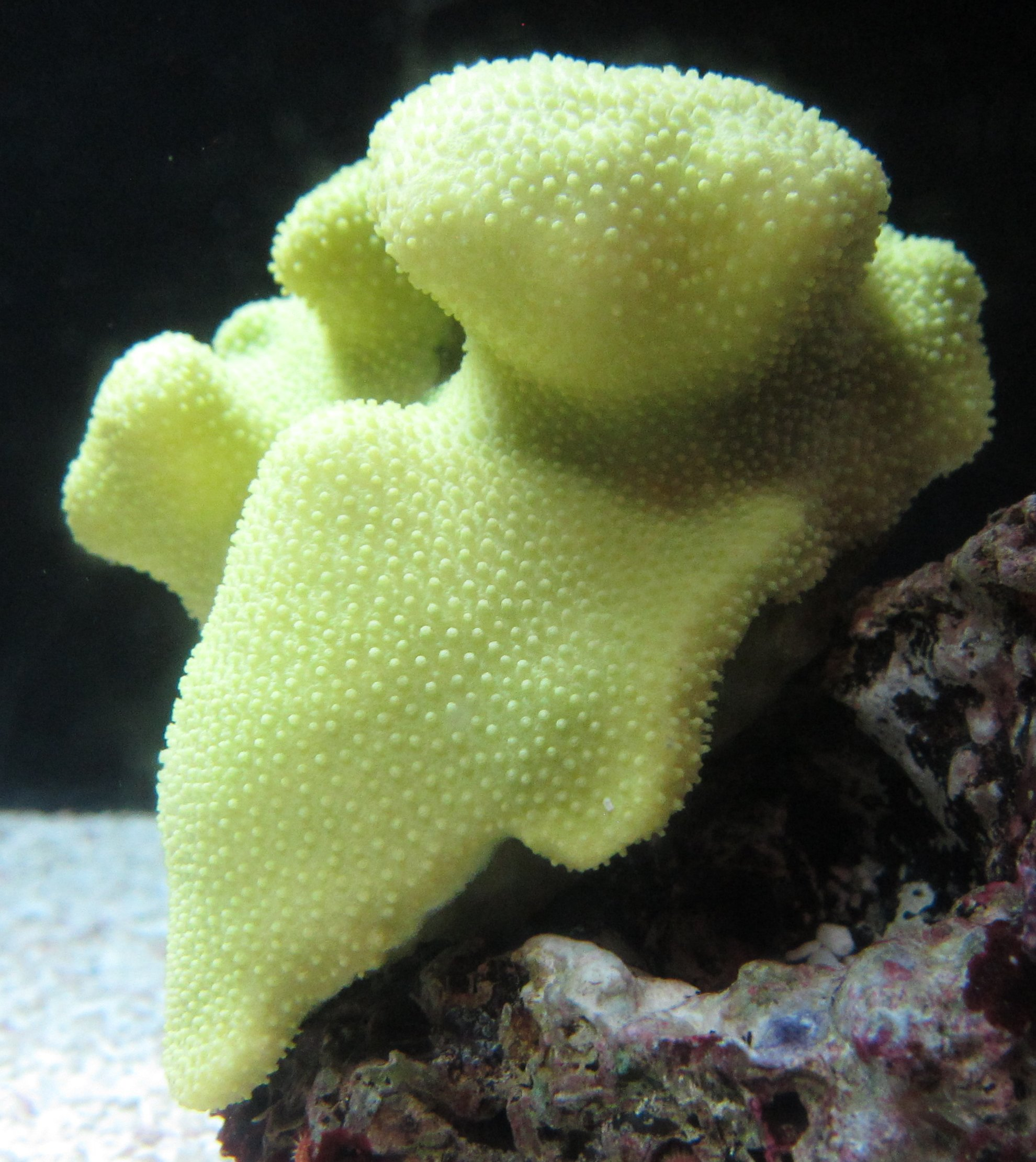
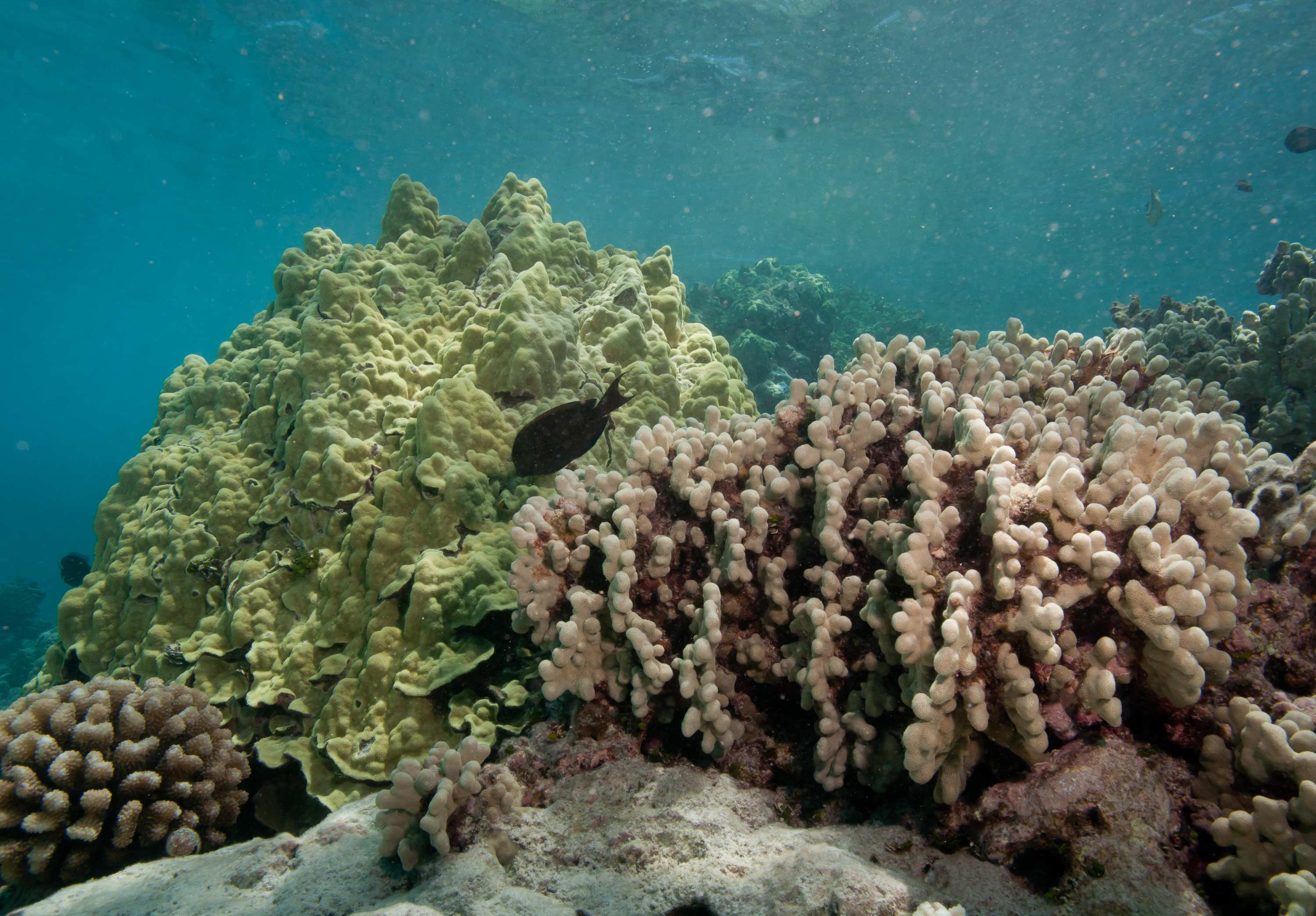
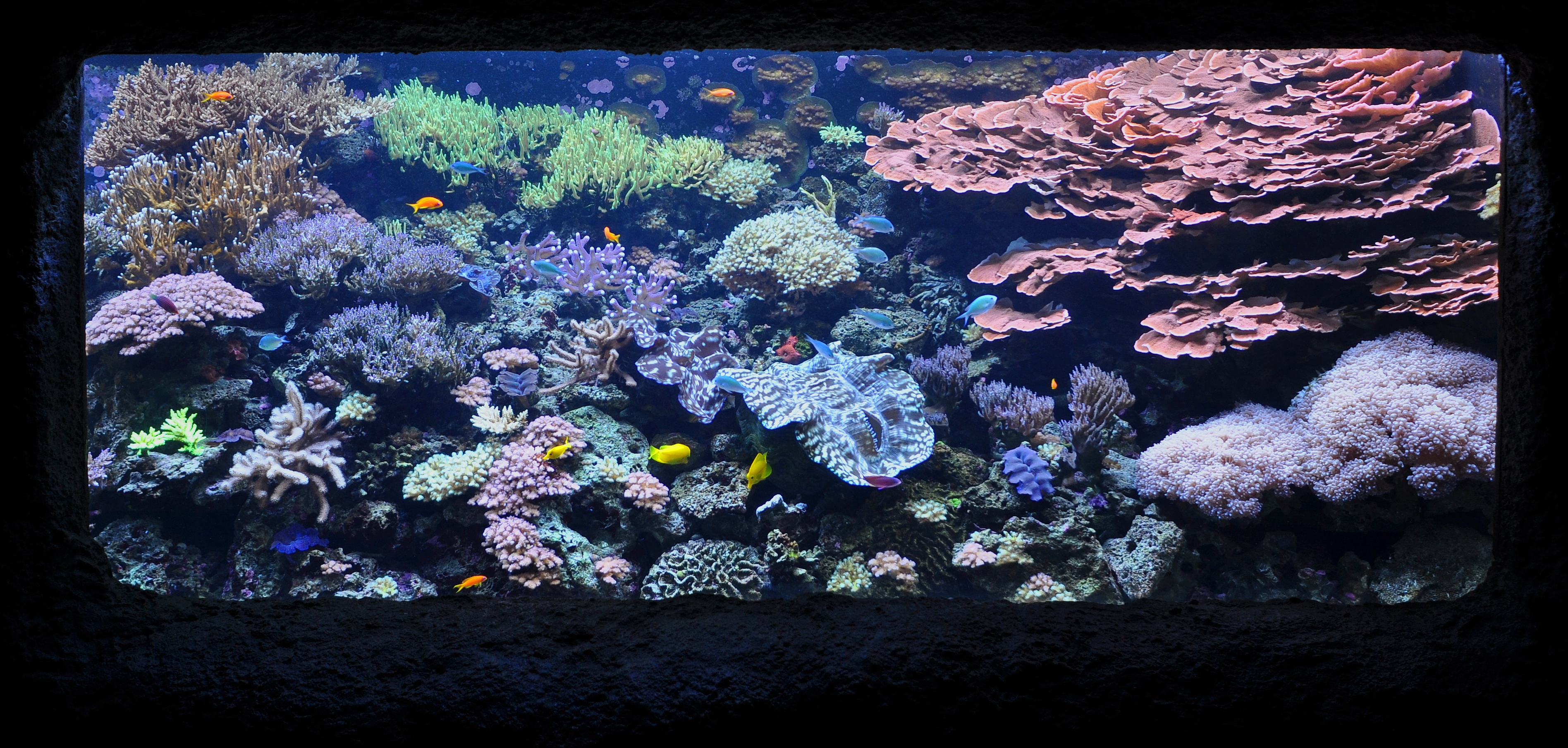